# Indische papegaaiamadine
De Indische papegaaiamadine of (Erythrura prasina) heeft meerdere Nederlandse synoniemen: "Indische nonpareil en "lookgroene papegaaiamadine". Het is een veelkleurig vogeltje uit de familie van de prachtvinken (Estrildidae).   Wij houden hier de titelnaam Indische papegaaiamadine aan.

## Kenmerken
Bij de Indische papegaaiamadine zijn de wangen, kin, keel en een groot deel van de borst blauw. De bovenzijde van de vleugels en de rest van het kopje zijn groen; daarbij heeft hij een zwarte oogstreep. De staart is bij de aanzet rood en wordt verder naar de punt toe geelbruin, de flanken zijn oranjerood. Het vrouwtje is kleiner, heeft minder rood op de borst, geen blauwe keel en een kortere staart. De totale lengte van kop tot puntje van de staart is 12 – 14 centimeter.

## Verzorging
Deze vogel is zeldzaam te verkrijgen en moeilijk te acclimatiseren. Beslist niet geschikt voor een beginnende volièrehouder.

## Verspreiding en leefgebied
Deze soort telt 2 ondersoorten:
- E. p. prasina: Indochina, Maleisië, Sumatra en Java.
- E. p. coelica: Borneo en de westelijke Filipijnen.